# Sonny Carter
Manley Lanier "Sonny" Carter Jr. (Macon, 15 de agosto de 1947 – Brunswick, 5 de abril de 1991) foi um futebolista, aviador naval, piloto de teste, médico, químico e astronauta norte-americano.

## Carreira
Formado em química e medicina, serviu como médico no Corpo de Fuzileiros Navais dos Estados Unidos e fez curso de piloto da Marinha, formando-se em 1978. Serviu como oficial médico a bordo do porta-aviões USS Forrestal e posteriormente como piloto de McDonnell Douglas F-4 Phantom II com os Fuzileiros. Em setembro de 1982 cursou a Escola de Armas de Caças da Marinha, os TOPGUN, passando a servir como piloto na Carolina do Norte. Em 1984 graduou-se como piloto de testes após cursar a prestigiosa Escola de Pilotos de Teste Navais dos Estados Unidos. Acumulou na carreira militar mais de 3 000 horas voo e mais de 160 pousos em porta-aviões.
Selecionado para o curso de astronautas da NASA em 1984, qualificou-se em 1985 como especialista de missão para futuros voos no ônibus espacial. Foi ao espaço em 22 de novembro de 1989 a bordo da STS-33 Discovery, uma missão de cinco dias com carga secreta para o Departamento de Defesa dos Estados Unidos.

## Morte
Carter morreu quando viajava em voo comercial a serviço da NASA, no desastre aéreo do voo Atlantic Southeast Airlines 2311 em abril de 1991: o avião caiu na cidade de Brunswick, Geórgia, e era uma aeronave EMB 120 Brasilia da Atlantic Southeast Airlines. Estava escalado para integrar a tripulação da missão STS-42 Discovery, lançada nove meses depois, em 22 de janeiro de 1992. Seu nome foi dado a uma instalação de treinamento de astronautas no Centro Espacial Lyndon B. Johnson.